# John Miles
 John Miles  (Londres, 14 de juny de 1943 - Norwich, 8 de abril de 2018) va ser un pilot de curses automobilístiques britànic que va arribar a disputar curses de Fórmula 1.

## A la F1
John Miles va debutar a la cinquena cursa de la temporada 1969 (la vintena temporada de la història) del campionat del món de la Fórmula 1, disputant el 6 de juliol del 1969 el GP de França al circuit de Charade.
Va participar en un total de quinze curses puntuables pel campionat de la F1, disputades en dues temporades consecutives (1969-1970) aconseguint una cinquena posició com a millor classificació en una cursa i aconseguint dos punts pel campionat del món de pilots.

## Resultats a la Fórmula 1
| Any  | Equip                | Xassís | Motor    | 1     | 2       | 3       | 4       | 5       | 6      | 7       | 8       | 9       | 10      | 11      | 12  | 13  | Posició | Punts |
| ---- | -------------------- | ------ | -------- | ----- | ------- | ------- | ------- | ------- | ------ | ------- | ------- | ------- | ------- | ------- | --- | --- | ------- | ----- |
| 1969 | Gold Leaf Team Lotus | Lotus  | Cosworth | SUD   | ESP     | MON     | HOL     | FRA Ret | GBR 10 | ALE     | ITA Ret | CAN Ret | USA     | MEX Ret |     |     | -       | 0     |
| 1970 | Gold Leaf Team Lotus | Lotus  | Cosworth | SUD 5 |         | MON NVQ |         |         |        |         |         |         |         |         |     |     | 19è     | 2     |
| 1970 | Gold Leaf Team Lotus | Lotus  | Cosworth |       | ESP NVQ |         | BEL Ret | HOL 7   | FRA 8  | GBR Ret | ALE Ret |         |         |         |     |     | 19è     | 2     |
| 1970 | Gold Leaf Team Lotus | Lotus  | Cosworth |       |         |         |         |         |        |         |         | AUT Ret | ITA NVS | CAN     | USA | MEX | 19è     | 2     |

### Resum
| Curses: | Victòries: | Pòdiums: | Poles: | Voltes ràpides: | Punts: |
| ------- | ---------- | -------- | ------ | --------------- | ------ |
| 15      | 0          | 0        | 0      | 0               | 2      |